# ルイ・シャルル・ド・ブルボン (1701-1775)
ルイ・シャルル・ド・ブルボン（Louis Charles de Bourbon, 1701年10月15日 - 1775年7月13日）は、ブルボン家統治期のフランス王家の一員。ウー伯（Comte d'Eu）、オマール公（Duc d'Aumale）。ルイ14世の庶系の孫にあたる。

## 生涯
ルイ14世とモンテスパン侯爵夫人の間の長男であるメーヌ公爵ルイ・オーギュストと、その妻コンデ公アンリ3世の娘であるルイーズ・ベネディクトの間の息子として生まれた。1736年の父の死後、オマール公爵の称号を受け継ぎ、父の有していた工兵長官（Grand Maître de l'artillerie de France）の職も引き継いだ。1755年に兄のドンブ公ルイ・オーギュストが決闘により落命すると、メーヌ公爵家の家督を継ぎ、兄が務めていたラングドック地方の総督職も引き継いだ。兄と同様にヴェルサイユ宮殿には滅多に姿を見せず、アネ城にひきこもって暮らした。
1762年3月、従甥のフランス王ルイ15世との間で領地の交換に応じ、豊かなドンブ公領を手放してジゾー公爵領、グレ＝ザルマンヴィリエール（Gretz-Armainvilliers）、ポンカレ（Pontcarré）などを入手した。また1773年、ルイ15世の求めに応じてオマール公爵領、ウー伯爵領、アネの所領を12万リーヴルで王家に売却した。生涯独身であり、子供の無かったウー伯は、従弟のパンティエーヴル公爵ルイ・ジャン・マリーを相続人に指名した。